# NGC 3927
NGC 3927 је ознака објекта на координатама са ректансцензијом 11h 51m 32,2s и деклинацијом + 28° 8" 20'. Открио га је Хајнрих Даре, 27. априла 1864. Каснијим посматрањима на том положају није уочен никакав астрономски објекат.